# Pierre Du Bois
Pierre Du Bois  (Vallée d'Aoste vers 1430- vers 1480). Écrivain et historien valdôtain auteur d’ouvrages sur la Maison de Challant.

## Biographie
Pierre Du Bois était issu d’une famille de négociants implantés à Aoste et à Aymavilles.
C’est sans doute pour cette raison qu’il devient le secrétaire du seigneur du lieu Jacques de Challant-Aymavilles (mort en 1459). Pierre Du Bois participe également à la vie de la communauté de la cité d’Aoste où il exerce la charge de conseiller en 1471 puis de syndic à partir de 1472.
Pierre Du Bois surtout connu pour être l’auteur de  « La Chronique de la Maison de Challant » et d’un poème « La Généalogie des seigneurs de Challant ».
Dans ces deux ouvrages il retrace l’histoire de la noble famille valdôtaine qui l’emploie depuis 1220 jusqu’à la mort de Jacques de Challant-Aymavilles devenu comte de Challant en 1456 après une longue querelle de succession avec sa cousine Catherine de Challant.
Ces œuvres étaient destinées à l’éducation et à l’édification à la lumière des « vertus de ses ancêtres » du fils de Jacques de Challant-Aymavilles, le jeune Louis de Challant-Aymavilles.